# Oenothera indivisa
Oenothera indivisa är en dunörtsväxtart som beskrevs av Hudziok. Oenothera indivisa ingår i släktet nattljussläktet, och familjen dunörtsväxter. Inga underarter finns listade i Catalogue of Life.